# Жамбыл (Актогайский район)
Жамбыл (каз. Жамбыл) — село в Актогайском районе Павлодарской области Казахстана. Входит в состав Кожамжарского сельского округа. Расположено на левом берегу Иртыша. Код КАТО — 553247200.

## Население
В 1999 году население села составляло 302 человека (156 мужчин и 146 женщин). По данным переписи 2009 года, в селе проживало 196 человек (95 мужчин и 101 женщина).